# Геспер
Ге́спер (др.-греч. ἕσπερος — «вечерний, западный»), у древних греков — вечерняя звезда или планета Венера; в древнегреческой мифологии — сын или брат Атланта или же сын Астрея, отец Гесперид.

## Мифологический персонаж
Сын Кефала и Авроры (греч. Эос), соперничал красотой с Венерой.
Жил в стране Гесперитида, где правил с братом Атлантом. Отдал свою дочь Геспериду в жёны Атланту и та родила Гесперид.
По другой версии, Геспер — сын или брат Атланта, унесённый ветром и превращённый в прекрасную звезду. Воспевался в греческих свадебных песнях как предводитель свадебного поезда невесты.
По истолкованию, это житель Карии, у которого были прекрасные овцы и две дочери Геспериды.
В средневековой исторической традиции отождествлялся с легендарным царем Иберии Эсперо, подданными которого являлись американские индейцы/ Предание о том, что Геспер был унесён ветром и превращён в прекрасную звезду (вечернюю Венеру) (Диодор Сицилийский, «Историческая библиотека» III 60) якобы в символической форме повествует об отплытии Геспера на запад, в Америку .

## Вечерняя звезда
Геспер — название звезды у Гомера, так называли планету Венеру вечером.
Эосфор («зареносец»), либо Фосфор — название утренней звезды.
Псевдо-Гигин со ссылкой на Эратосфена упоминает, что Геспер называли звездой Венеры.
Когда узнали, что вечерняя и утренняя звезда одна и та же (по Плинию, это открытие принадлежит Пифагору, по другим — Пармениду), то Геспер был отождествлен с Эосфором/Фосфором.
Римляне называли вечернюю звезду Веспер — лат. Vesper, а также Vesperugo, Noctifer, Nocturnus.